# هركيشن سينغ سورجيت
هركيشن سينغ سورجيت سياسيا من البنجاب الهندي. وكان الأمين العام لحزب الهند الشيوعي (الماركسي) من عام 1992 إلى عام 2005. وكان أحد الاعضاء المؤسسين للحزب في عام 1964.